# Polykarp II.
Polykarp II. (řecky: Πολύκαρπος Β΄; † 144) byl biskup Byzantionu.
Podle antických pramenů zastával biskupský stolec sedmnáct let, ale církevní historik Nikeforos Kallistos Xanthopoulos jehož informace jsou historiky považovány za spolehlivější, v Církevních dějinách poznamenává, že Polykarp II. byl tři roky biskupem Byzantionu (141-144 n. l.), nástupcem biskupa Félixe. Byl biskupem za vlády císaře Antonina Pia.
Ve vzpomínkách svých současníků byl přísným a energickým mužem, který bránil víru prvních apoštolů. Postavil se proti soudobým herezím a také se snažil zmírnit hladomor, který Byzantion na konci jeho apoštolské služby postihl.
Zemřel roku 144. Stejně jako jeho předchůdci byl pohřben v katedrálním chrámu v Argyrópolisu.